# Israel José Rubio
Israel José Rubio (* 11. Januar 1981) ist ein venezolanischer Gewichtheber.

## Karriere
Seinen bislang größten Erfolg feierte Israel Jose Rubio bei den Olympischen Sommerspielen 2004, wobei er eine Bronzemedaille in der Gewichtsklasse bis 62 kg mit einer Leistung von 295 kg erringen konnte. Er nahm auch an den Olympischen Sommerspielen 2008 teil, wo er den dreizehnten Platz in der Kategorie bis 69 kg mit 306 kg belegte.